# 玛丽亚瓷螺
玛丽亚瓷螺（学名：Eulima maria），是异足目瓷螺科瓷螺属的一种。主要分布于韩国、中国大陆、台湾，常栖息在潮间带至潮下带水深20米。